# Albano Becica
Hernán Albano Becica (Villa de María, Córdoba, Argentina; 31 de julio de 1985) es un futbolista argentino. Juega de mediocampista en Deportes Melipilla de la Segunda División de Chile.

## Trayectoria
En la temporada 2012-13 fichó por Talleres de Córdoba con el que logró ascender a la Primera B Nacional donde jugó 21 encuentros y convirtió 2 goles.
En 2015, pasó a integrar las filas de Atlético Tucumán donde logró hacerse con la temporada 2015 de la B Nacional y ascender a Primera División.

## Clubes
| Club                   | País      | Año       |
| ---------------------- | --------- | --------- |
| Bochas SC              | Argentina | 2006      |
| Racing de Córdoba      | Argentina | 2007-2009 |
| Los Andes              | Argentina | 2009-2010 |
| Defensores de Belgrano | Argentina | 2010-2011 |
| Racing de Córdoba      | Argentina | 2011-2012 |
| Talleres de Córdoba    | Argentina | 2012-2013 |
| San Martín de Tucumán  | Argentina | 2013-2014 |
| Atlético Tucumán       | Argentina | 2015      |
| Tristán Suárez         | Argentina | 2015-2016 |
| Mitre (SdE)            | Argentina | 2016      |
| Deportes La Serena     | Chile     | 2017      |
| Deportes Puerto Montt  | Chile     | 2018      |
| Magallanes             | Chile     | 2019      |
| Rangers                | Chile     | 2020      |
| Deportes Santa Cruz    | Chile     | 2021-2023 |
| Deportes Melipilla     | Chile     | 2024-Act. |

## Palmarés

### Campeonatos nacionales
| Título             | Club                | País      | Año     |
| ------------------ | ------------------- | --------- | ------- |
| Torneo Argentino A | Talleres de Córdoba | Argentina | 2012-13 |
| Primera B Nacional | Atlético Tucumán    | Argentina | 2015    |